# Emblemariopsis signifer
Emblemariopsis signifer e малка рибка от род Emblemariopsis на разред Бодлоперки. Обитава кораловите рифове по западните части на Атлантическия океан. Достига максимална дължина от 2,5 cm и се среща на дълбочина между 2 до 8 m. Рибката често става жертва на сафрид от вида Caranx latus.